# Cronologia da pandemia de COVID-19 na Indonésia
Este artigo documenta a cronologia da pandemia de COVID-19 na Indonésia.

## Cronologia

### Março de 2020
- 2 de março: O presidente da Indonésia, Joko Widodo, anuncia os dois primeiros casos confirmados do novo coronavírus no país.[1]
- 11 de março: O governo da Indonésia confirma a primeira morte causada pelo novo coronavírus no país asiático.[2]
- 9 de março: Vinte e sete pessoas morrem intoxicadas no Irã após beber álcool adulterado, acreditando numa fake news de que as bebidas alcoólicas ajudam a curar o novo coronavírus.[3]

### Abril de 2020
- 13 de abril: O presidente da Indonésia, Joko Widodo, declara a pandemia do novo coronavírus no país como um desastre nacional.[4][5][6]
- 30 de abril: O número de casos confirmados do novo coronavírus na Indonésia ultrapassa a marca de 10.000, registrada pelo Ministério da Saúde do país.[7][8]

### Junho de 2020
- 25 de junho: O número de casos confirmados do novo coronavírus na Indonésia ultrapassa a marca de 50.000, registrada pelo Ministério da Saúde do país.[9]

### Julho de 2020
- 27 de julho: O número de casos confirmados do novo coronavírus na Indonésia ultrapassa a marca de 100.000, registrada pelo Ministério da Saúde do país.[10][11]

### Setembro de 2020
- 24 de setembro: O número de mortes causadas pelo novo coronavírus na Indonésia ultrapassa a marca de 10.000, registrada pelo Ministério da Saúde do país.[12]

### Dezembro de 2020
- 21 de dezembro: O número de mortes causadas pelo novo coronavírus na Indonésia ultrapassa a marca de 20.000, registrada pelo Ministério da Saúde do país.[13]

### Janeiro de 2021
- 26 de janeiro: O número de casos confirmados do novo coronavírus na Indonésia ultrapassa a marca de um milhão, registrada pelo Ministério da Saúde do país.[14][15]

### Maio de 2021
- 28 de maio: O número de mortes causadas pelo novo coronavírus na Indonésia ultrapassa a marca de 50.000, registrada pelo Ministério da Saúde do país.[16][17]

### Junho de 2021
- 21 de junho: O número de casos confirmados do novo coronavírus na Indonésia ultrapassa a marca de 2 milhões, registrada pelo Ministério da Saúde do país.[18][19]

### Julho de 2021
- 22 de julho: O número de casos confirmados do novo coronavírus na Indonésia ultrapassa a marca de 3 milhões, registrada pelo Ministério da Saúde do país.[20][21]

### Agosto de 2021
- 4 de agosto: O número de mortes causadas pelo novo coronavírus na Indonésia ultrapassa a marca de 100.000, registrada pelo Ministério da Saúde do país. A Indonésia torna-se o segundo país da Ásia a atingir essa marca.[22]
- 24 de agosto: O número de casos confirmados do novo coronavírus na Indonésia ultrapassa a marca de 4 milhões, registrada pelo Ministério da Saúde do país. A Indonésia torna-se o 13° país do mundo a registrar essa marca desde o ínicio da pandemia.[23][24]

### Fevereiro de 2022
- 17 de fevereiro: O número de casos confirmados do novo coronavírus na Indonésia ultrapassa a marca de 5 milhões, registrada pelo Ministério da Saúde do país.[25][26]